# Aletta conspersifrons
Aletta conspersifrons är en insektsart som beskrevs av Carl Stål 1866. Aletta conspersifrons ingår i släktet Aletta och familjen dvärgstritar. Inga underarter finns listade i Catalogue of Life.